# Raión de Lójvitsia
Lójvytsia (en ucraniano: Лохвицький район) fue un raión o distrito de Ucrania en el óblast de Poltava. En la reforma territorial de 2020, su territorio fue incluido en el raión de Mýrhorod.
Comprendía una superficie de 1300 km².
La capital era la ciudad de Lójvytsia.

## Demografía
Según estimación 2010 contaba con una población total de 46459 habitantes.

## Otros datos
El código KOATUU es 5322600000. El código postal 37200 y el prefijo telefónico +380 5356.